# خانه مسعود اصمعی
خانه مسعود اصمعی مربوط به دوره قاجار است و در لاهیجان، میدان چهارپادشاه، خیابان کاشف غربی، کوچه عبدالله زاده واقع شده و این اثر در تاریخ ۱۱ مهر ۱۳۸۳ با شمارهٔ ثبت ۱۱۱۵۱ به‌عنوان یکی از آثار ملی ایران به ثبت رسیده است.